# 糸崎の仏舞

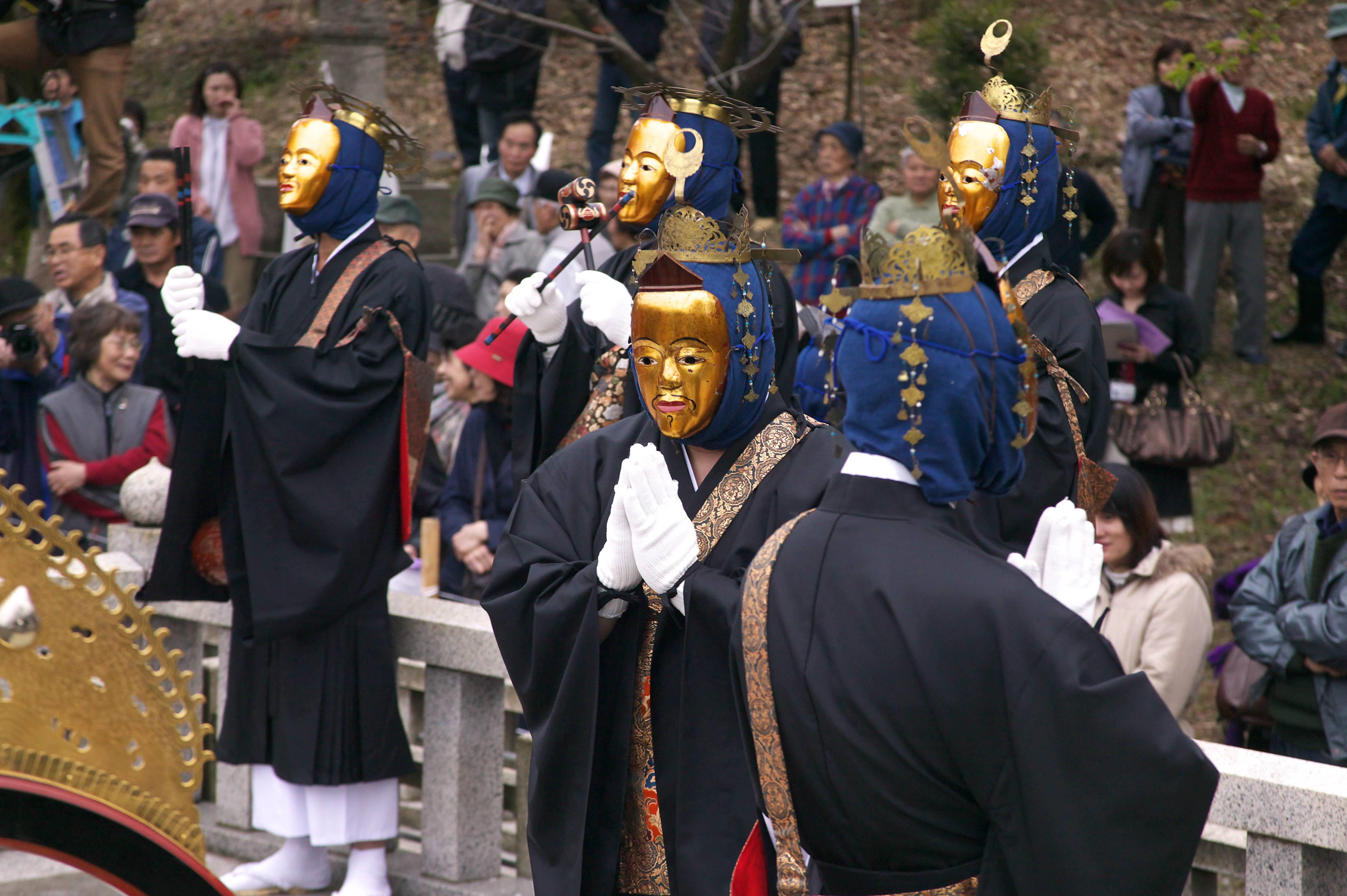
糸崎の仏舞の舞人

糸崎の仏舞（いとざきのほとけのまい、いとざきのほとけまい）は、福井県福井市糸崎町（近世における越前国坂井郡糸崎浦、幕藩体制下の越前福井藩知行糸崎浦）の育王山龍華院糸崎寺（いくおうざん/いくおうさん りゅうげいん いとさきじ/いとさきでら）に民俗芸能として伝承されている仏舞（舞楽の一種）である。糸崎寺観音堂の正面に設けられた石舞台で披露される。
奇数年の4月18日（太陽暦下）に奉納されるほか、32年目の大開帳と17年目の中開帳の時にそれぞれ10日間にわたって奉納される。2004年（平成16年）2月6日、国の重要無形民俗文化財に指定された（保護団体名：仏舞保存会）。

## 概要
仏の面を付けた10人の舞人と、白い童子の面を着けた2人の幼児が舞台に進み、幼児は舞台の端で合唱して舞を見守る。舞人は太鼓と鉦の伴奏にのせて舞台の中をめぐるように舞う。仏の面を付けた2人の舞人が舞台中央の机に蓮の花を置く場面などもある。
伝承によると、糸崎浦（越前国坂井郡糸崎浦）を通りかかりその景観が明州育王山に酷似していることに喜んだ唐の高僧禅海上人が、糸崎に草坊を結んで仏法興隆に励んでいると、緑毛に包まれた大亀に乗って千手観音が現れ、糸崎寺の本尊として観音堂に祀ったとされる。その開眼供養の大法要の際、諸々の菩薩が紫雲に乗って現れ、舞を舞ったことが仏舞の始まりとされている。なお、江戸時代の記録にこの仏舞が絵図入りで紹介されている。
中国唐代の文化を国家的な規模で取り入れた奈良時代の舞楽を今に伝えるもので、現在では舞の伝承が途絶えてしまった舞楽の「菩薩」をうかがわせるとされている。中国から渡来した舞楽は、古くは都の大寺院で舞われ、やがて日本各地に伝播していったものと考えられているが、純然たる仏舞のみを独立させて舞う例は少なく、貴重な文化遺産である。